# Списък с филмите на „Кълъмбия Пикчърс“ (2020 – 2029)
Следва списък с филмите, които са продуцирани или пуснати от Кълъмбия Пикчърс през 2020 – 2029 г. Някои от филмите са разпространени по кината в Съединените щати и в други страни от подразпределението на компанията Sony Pictures Releasing, една от петте най-големи филмови студия. Кълъмбия Пикчърс е дъщерна компания на конгломерата Сони.
Всички избрани филми са по кината, освен ако не са посочени. ‡ символизира стрийминг изданието ексклузивно чрез стрийминг услуга.

## Издадени
| Пускане              | Заглавие                              | Бележки |
| -------------------- | ------------------------------------- | --- |
| 17 януари 2020 г.    | Лоши момчета завинаги                 | копродукция с Don Simpson/Jerry Bruckheimer Films, Overbrook Entertainment и 2.0 Entertainment                                                                                        |
| 14 февруари 2020 г.  | Островът на фантазиите                | копродукция с Blumhouse Productions |
| 13 март 2020 г.      | Блъдшот                               | копродукция с Original Film, Cross Creek Pictures, Bona Film Group, Annabell Pictures, The Hideaway Entertainment и Valiant Entertainment                                             |
| 28 октомври 2020 г.  | Вещи в занаята: Наследство            | копродукция с Blumhouse Productions и Red Wagon Entertainment |
| 27 ноември 2020 г.   | Живот след една година                | копродукция с Overbrook Entertainment |
| 23 април 2021 г.     | Моето семейство срещу машините ‡      | копродукция с Sony Pictures Animation, One Cool Films и Lord Miller Productions, разпространен от Netflix                                                                             |
| 11 юни 2021 г.       | Дракон на желанията ‡                 | копродукция с Sony Pictures Animation, Base FX, Beijing Sparkle Roll Media Corporation, Flagship Entertainment Group, Boss Collaboration и Tencent Pictures, разпространен от Netflix |
| 11 юни 2021 г.       | Зайчето Питър 2: По широкия свят      | копродукция с Animal Logic, MRC, 2.0 Entertainment и Olive Bridge Entertainment |
| 18 юни 2021 г.       | Бащинство ‡                           | копродукция с HartBeat Productions, Bron Creative, Free Association, Temple Hill Entertainment и Higher Ground Productions; разпространен от Netflix                                  |
| 16 юли 2021 г.       | Escape Room 2: Без изход              | копродукция с Original Film |
| 30 юли 2021 г.       | Виво ‡                                | копродукция с Sony Pictures Animation; разпространен от Netflix |
| 1 октомври 2021 г.   | Венъм 2: Време е за Карнидж           | копродукция с Marvel Entertainment, Tencent Pictures, и Pascal Pictures |
| 19 ноември 2021 г.   | Ловци на духове: Наследство           | копродукция с Bron Creative, Ghost Corps и The Montecito Picture Company |
| 17 декември 2021 г.  | Спайдър-Мен: Няма път към дома        | копродукция с Marvel Studios и Pascal Pictures |
| 25 декември 2021 г.  | Дневник за Джордан                    | копродукция с Outlier Society, Escape Artists, Bron Studios, Mundy Lane Entertainment и Creative Wealth Media                                                                         |
| 14 януари 2022 г.    | Хотел Трансилвания: Трансформания ‡   | копродукция с Sony Pictures Animation, разпространява се от Amazon Studios |
| 18 февруари 2022 г.  | Uncharted: Извън картата              | копродукция с Atlas Entertainment, Arad Productions и PlayStation Productions |
| 1 април 2022 г.      | Морбиус                               | копродукция с Marvel Entertainment, Arad Productions и Matt Tolmach Productions |
| 13 април 2022 г.     | Отец Стю                              | единствено разпространение; продуциран от Municipal Pictures и CJ Entertainment |
| 24 юни 2022 г.       | Мъжът от Торонто ‡                    | единствено разпространение в Китай; копродукция с Bron Creative, Escape Artists, и HartBeat Productions; разпространен от Netflix в световен мащаб                                    |
| 15 юли 2022 г.       | Където пеят раците                    | копродукция с Hello Sunshine и 3000 Pictures |
| 5 август 2022 г.     | Убийствен влак                        | копродукция с 87North Productions и Fuqua Films |
| 7 октомври 2022 г.   | Крокодилът Лайл                       | копродукция с TSG Entertainment II, Eagle Pictures и Hutch Parker Entertainment |
| 23 ноември 2022 г.   | Devotion                              | единствено разпространение в САЩ; продуциран от Stage 6 Films и Black Label Media |
| 13 януари 2023 г.    | Човек на име Ото                      | копродукция с Stage 6 Films, Playtone, 2DUX² и SF Productions |
| 10 март 2023 г.      | 65                                    | копродукция с TSG Entertainment II, Bron Creative, Raimi Productions and Beck/Woods                                                                                                   |
| 2 юни 2023 г.        | Спайдър-Мен: През Спайди-вселената    | копродукция с Sony Pictures Animation, Marvel Entertainment, Arad Productions, Lord Miller Productions и Pascal Pictures                                                              |
| 23 юни 2023 г.       | Без лоши чувства                      | копродукция с Excellent Cadaver |
| 11 август 2023 г.    | Гран Туризмо                          | копродукция с PlayStation Productions, Trigger Street Productions и 2.0 Entertainment                                                                                                 |
| 1 септември 2023 г.  | Закрилникът 3                         | копродукция с Escape Artists |
| 15 септември 2023 г. | Луди пари                             | единствено разпространение в САЩ, копродукция с Stage 6 Films, Black Bear Pictures и Ryder Picture Company                                                                            |
| 22 ноември 2023 г.   | Наполеон                              | копродукция с Apple Studios и Scott Free Productions |
| 22 декември 2023 г.  | Обичам да те мразя                    | копродукция с Roth/Kirschenbaum Films, Fifty-Fifty Films и Olive Bridge Entertainment                                                                                                 |
| 14 февруари 2024 г.  | Мадам Уеб                             | копродукция с Marvel Entertainment, Di Bonaventura Pictures |
| 22 март 2024 г.      | Ловци на духове: Замръзналата империя | копродукция с Bron Creative и Ghost Corps |
| 24 май 2024 г.       | Гарфилд: Филмът                       | копродукция с Alcon Entertainment, DNEG Animation и Paws, Inc. |
| 7 юни 2024 г.        | Лоши момчета: Всичко или нищо         | копродукция с Jerry Bruckheimer Films и Westbrook Studios |
| 12 юли 2024 г.       | Покажи ми луната                      | единствено разпространение; продуциран от Apple Original Films, Berlanti-Schechter Productions и These Pictures                                                                       |
| 2 август 2024 г.     | Harold and the Purple Crayon          | копродукция с Davis Entertainment |
| 9 август 2024 г.     | Никога повече                         | копродукция с Wayfarer Studios и Saks Picture Company |
| 30 август 2024 г.    | Тя слуша                              | копродукция с Blumhouse Productions и Depth of Field |
| 27 септември 2024 г. | Събота вечер                          | [ 62 ] [ 63 ] |
| 25 октомври 2024 г.  | Венъм: Последният танц                | копродукция с Marvel Entertainment, Arad Productions, Matt Tolmach Productions и Pascal Pictures                                                                                      |
| 13 декември 2024 г.  | Крейвън Ловеца                        | копродукция с Marvel Entertainment и Pascal Pictures |
| 25 декември 2024 г.  | Green Bones                           | единствено разпространение във Филипините; продуциран от GMA Pictures и GMA Public Affairs                                                                                            |
| 14 февруари 2025 г.  | Падингтън в Перу                      | единствено разпространение извън Великобритания, Франция, Бенелюкс, Австралия, Нова Зеландия, Русия, Китай и Япония; продуциран от StudioCanal, Kinoshita Group и Heyday Films        |
| 30 май 2025 г.       | Карате Кид: Легенди                   | копродукция с Sunswept Entertainment и Westbrook Studios |
| 20 юни 2025 г.       | 28 години по-късно                    | копродукция с DNA Films и Decibel Films |

## Предстоящи
| Пускане              | Заглавие                                               | Бележки |
| -------------------- | ------------------------------------------------------ | --- |
| 18 юли 2025 г.       | Знам какво направи миналото лято                       | копродукция с Original Film                                                                                                |
| 15 август 2025 г.    | Clika                                                  | копродукция с Sony Music Vision и Rancho Humilde                                                                           |
| 29 август 2025 г.    | Caught Stealing                                        | копродукция с Protozoa Pictures                                                                                            |
| 19 септември 2025 г. | Голямо дръзко красиво приключение                      | копродукция с Imperative Entertainment и 30West                                                                            |
| 25 декември 2025 г.  | Анаконда                                               | копродукция с Fully Formed Entertainment                                                                                   |
| 16 януари 2026 г.    | 28 Years Later: The Bone Temple                        | копродукция с DNA Films, BFI and Decibel Films                                                                             |
| 13 февруари 2026 г.  | Goat                                                   | копродукция с Sony Pictures Animation, Unanimous Media и Modern Magic                                                      |
| 3 юли 2026 г.        | Shiver                                                 | копродукция с Hyperobject Industries                                                                                       |
| 31 юли 2026 г.       | Spider-Man: Brand New Day                              | копродукция с Marvel Studios и Pascal Pictures                                                                             |
| 11 декември 2026 г.  | Неозаглавено продължение на „Джуманджи: Следващо ниво“ | копродукция с Matt Tolmach Productions, Seven Bucks Productions и The Detective Agency                                     |
| 7 май 2027 г.        | Легендата за Зелда                                     | копродукция с Nintendo Pictures, Oddball Entertainment and Arad Productions                                                |
| 4 юни 2027 г.        | Спайдър-Мен: Отвъд Спайди-вселената                    | копродукция с Sony Pictures Animation, Marvel Entertainment, Pascal Pictures, Lord Miller Productions and Arad Productions |